# Lijst van nummer 0-hits in de Outlaw 41 in 2020
Deze hits stonden in 2020 op nummer 0 in de Outlaw 41.
| Datum        | Artiest                        | Titel                     |
| ------------ | ------------------------------ | ------------------------- |
| 5 januari    | Haim                           | Now I'm In It             |
| 12 januari   | The Murder Capital             | More Is Less              |
| 19 januari   | The Murder Capital             | More Is Less              |
| 26 januari   | The Howl & The Hum             | Hall Of Fame              |
| 2 februari   | The Howl & The Hum             | Hall Of Fame              |
| 9 februari   | Pearl Jam                      | Dance Of The Clairvoyants |
| 16 februari  | Pearl Jam                      | Dance Of The Clairvoyants |
| 23 februari  | Pearl Jam                      | Dance Of The Clairvoyants |
| 1 maart      | Gorillaz ft. Slowthai & Slaves | Momentary Bliss           |
| 8 maart      | Gorillaz ft. Slowthai & Slaves | Momentary Bliss           |
| 15 maart     | The Strokes                    | Bad Decisions             |
| 22 maart     | The Strokes                    | Bad Decisions             |
| 29 maart     | The Strokes                    | Bad Decisions             |
| 5 april      | The Killers                    | Caution                   |
| 12 april     | The Killers                    | Caution                   |
| 19 april     | King Princess                  | Ohio                      |
| 26 april     | Nothing but Thieves            | Is Everybody Going Crazy? |
| 3 mei        | Nothing but Thieves            | Is Everybody Going Crazy? |
| 10 mei       | The Strokes                    | Brooklyn Bridge to Chorus |
| 17 mei       | The Strokes                    | Brooklyn Bridge to Chorus |
| 24 mei       | The Strokes                    | Brooklyn Bridge to Chorus |
| 31 mei       | Fontaines D.C.                 | A Hero's Death            |
| 7 juni       | Fontaines D.C.                 | A Hero's Death            |
| 14 juni      | Fontaines D.C.                 | A Hero's Death            |
| 21 juni      | Lucky Blue                     | Alone                     |
| 28 juni      | Biffy Clyro                    | Tiny Indoor Fireworks     |
| 5 juli       | Biffy Clyro                    | Tiny Indoor Fireworks     |
| 13 juli      | Biffy Clyro                    | Tiny Indoor Fireworks     |
| 20 juli      | EUT                            | Had Too Much              |
| 26 juli      | EUT                            | Had Too Much              |
| 2 augustus   | Smith & Burrows                | All The Best Moves        |
| 9 augustus   | Smith & Burrows                | All The Best Moves        |
| 16 augustus  | Alfie Templeman                | Happiness In Liquid Form  |
| 23 augustus  | Beabadoobee                    | Care                      |
| 30 augustus  | Beabadoobee                    | Care                      |
| 6 september  | Beabadoobee                    | Care                      |
| 13 september | Phoebe Bridgers                | Kyoto                     |
| 20 september | Phoebe Bridgers                | Kyoto                     |
| 27 september | The Killers                    | Dying Breed               |
| 4 oktober    | The Killers                    | Dying Breed               |
| 11 oktober   | The Killers                    | Dying Breed               |
| 18 oktober   | Snow Coats                     | Pool Girl                 |
| 25 oktober   | Snow Coats                     | Pool Girl                 |
| 1 november   | Royal Blood                    | Trouble's Coming          |
| 8 november   | Royal Blood                    | Trouble's Coming          |
| 15 november  | Nothing But Thieves            | Impossible                |
| 22 november  | Nothing But Thieves            | Impossible                |
| 29 november  | Pixey                          | Just Move                 |
| 6 december   | Foo Fighters                   | Shame, Shame              |
| 13 december  | Paceshifters                   | Hurdles                   |
| 20 december  | Paceshifters                   | Hurdles                   |
| 27 december  | The Strokes                    | The Adults Are Talking    |